# Kumara haemanthifolia
Kumara haemanthifolia és una espècie de planta amb flor que pertany a la família de les asfodelàcies. És una espècie rara de planta suculenta, originària d'uns quants cims muntanyencs inaccessibles i alts a l'hàbitat de Fynbos, al Cap Occidental, a Sud-àfrica.

## Descripció
Kumara haemanthifolia és una petita planta ramificada, relacionada amb l'àloe, amb fulles de color verd grisenc, amb forma de llengua, que creixen en forma de ventall, similar a la seva espècie germana Kumara plicatilis. De fet, s'assembla molt a una forma diminuta i sense tija de Kumara plicatilis, semblant a un arbre. Les seves files compactes de fulles són oblongues i de color gris verdós, amb marges vermells brillants.
És una petita planta i a prop del terra, sovint passa desapercebut o es confon amb un lliri. De fet, el seu nom "haemanthifolia" se'l va donar a causa de la seva semblança amb els populars bulbs Haemanthus.
Produeix flors de color escarlata brillant a finals d'hivern (setembre fins al novembre al seu hàbitat natural).

## Distribució
La seva àrea de distribució natural gairebé coincideix amb el de Kumara plicatilis (sent la zona muntanyosa des de Stellenbosch fins a Ceres), però Kumara haemanthifolia es troba més amunt als cims de les muntanyes que les seves espècies germanes més grans. La planta sembla preferir vessants freds orientats al sud amb fortes pluges hivernals. Creix en esquerdes protegides a les carenes de gres, formant densos grups.
Amagat dins de les escletxes del seu hàbitat natural, és molt resistent: sobreviu tant a les gelades com al foc. Té una gran arrel molt forta, cosa que significa que la planta pot tornar a brotar de nou, fins i tot després que tota la planta per sobre de terra hagi estat totalment destruïda pel foc de Veld.

## Cultiu
És una planta molt difícil de cultivar i, normalment, mor aviat si es planta fora del seu hàbitat natural.

## Taxonomia
Kumara haemanthifolia va ser descrita per Marloth i A.Berger i publicat a Botanische Jahrbücher für Systematik, Pflanzengeschichte und Pflanzengeographie 38: 85, l'any 1905.
Etimologia
haemanthifolia: epítet compost que significa "amb les fulles semblants a la del gènere Haemanthus.
Sinonímia
- Aloe haemanthifolia[1]